# الیکایی‌های کج‌بینی
الیکایی‌های کج‌بینی (نام علمی: Cyphorhinus) نام یک سرده از تیره الیکایی است.